# ヴァイオリンソナタ第2番 (オネゲル)
ヴァイオリンソナタ第2番（フランス語: Deuxième Sonate pour violon et piano）H.24は、アルテュール・オネゲルの2番目に出版されたヴァイオリンソナタ。

## 作品の成立
オネゲルは1917年に弦楽四重奏曲第1番、1918年にヴァイオリンソナタ第1番と大規模な室内楽作品を続けて書き上げていた。1919年4月、生地のル・アーヴルに滞在していたオネゲルはヴァイオリンソナタ第2番の作曲を開始する。第1楽章は4月から5月にかけて書き上げられた。7月18日から9月30日にかけて滞在したスイスで書き上げられた第2楽章は、「エンゲルベルク、1919年8月」の日付を持っている。11月にソナタの全曲が完成し、初演を待つこととなった。
私的初演は1920年1月8日、ダリウス・ミヨー宅においてオネゲルのヴァイオリンとアンドレ・ヴォラブールのピアノによって行われた。「フランス六人組」の名付け親となる批評家のアンリ・コレはこの私的初演に出席し、感銘を受けている。公開初演は1920年2月28日に同じ演奏者によって、音楽院のホールで行われた。
1920年6月20日の両親宛の手紙で、オネゲルはモーリス・ラヴェルとの晩餐に触れ、彼からのコメントを伝えている。「彼は第2ソナタを妙に感じたようです。第1楽章は嫌っていましたが、後の2楽章はとても気に入っていました」。オネゲルは10月20日にパリで、11月20日にコンセール・トゥシェ（Concerts Touche）でソナタを再演している。1926年12月3日のオネゲル・フェスティヴァルにおいても、サル・ガヴォーで開かれた独立音楽協会の演奏会でこの作品が取り上げられた。1924年に出版され、弦楽四重奏曲第1番を初演したカペレ四重奏団（Quatuor Capelle）の創設者、フェルナンド・カペレ（Fernande Capelle）に献呈されている。

## 楽曲構成
3楽章構成で、演奏時間は13分程度。ヴァイオリンソナタ第1番に比べて和声は先進的であり、「複雑で半音階的な語法」の開拓や複調への接近が特筆される。また構成は簡潔で、これまでに見られた主題の複雑さや規模の大きい展開は避けられている。主音はロ。
- 第1楽章　Allegro cantabile
9/4拍子。ピアノのアルペッジョに乗ったヴァイオリンの旋律はガブリエル・フォーレを思い起こさせる[9]。オネゲルの常套手段として、ソナタ形式の再現部では主題の登場が逆転する[9]。
- 第2楽章　Larghetto
3/4拍子。ニ短調の調性を持っているが、半音階が繰り返し現れるためあまり明確ではない[9]。重厚なクライマックスを経て、最後のコーダではニ長調に解決する[9]。
- 第3楽章　Vivace assai
2/4拍子。「簡素で、気が利いていて、小粋」な終楽章[9]は、提示と同じ順番による「普通の」再現部を持つ、型通りのソナタ形式で書かれている[9]。熱狂的なコーダで唐突に終結する。